# Виталий Крестовский
Виталий Крестовский (настоящее имя — Валерий Павлович Цыганок; 6 марта 1942, Ленинград — 28 декабря 1992, Санкт-Петербург) — известный автор-исполнитель русского шансона.

## Биография

### Ранние годы
Виталий Крестовский родился 6 марта 1942 года.
Окончил Ленинградское областное культурно-просветительное училище, а затем поступил в Высшую профсоюзную школу культуры в Ленинграде, где обучался вокалу под руководством профессора Рахили Вульфовны Иоффе.

### Творческий путь
С 1970-х годов Виталий был артистом Ленконцерта.
В 1978 году Виталий Крестовский записал свой первый подпольный магнитофонный альбом под названием «Виталий Крестовский и ансамбль „Крестные отцы“».
Следующий альбом, «На Крестовском острове», увидел свет в 1983 году. Он отличался жанровым разнообразием: помимо шансонных композиций, в него вошли лирические песни, романсы и цикл, посвящённый памяти Владимира Высоцкого.
В 1984 году вышел третий альбом «Лучистые глаза» (среди поклонников известен также под ошибочным названием «На Васильевском острове»). Все записи создавались на подпольных студиях звукозаписи и распространялись по СССР и среди эмигрантской аудитории. Из-за отсутствия официальной информации о певце вокруг его имени возникало множество легенд. 
Несмотря на популярность в подпольных кругах, Крестовский неоднократно пытался выйти на большую сцену, но его стремления попасть на радио и телевидение оказались безуспешными. Это привело к разочарованию, и Виталий  на несколько лет оставил профессиональную музыкальную деятельность.

### Возвращение к музыке
Виталий Крестовский состоял в КПСС и в разные периоды занимал руководящие посты на ленинградских предприятиях. В начале 1990-х годов он вернулся к музыке. Совместно с ансамблем «Братья Жемчужные» был записан первый официальный виниловый альбом «Эх ты, жизнь кабацкая!». В это время Крестовский и ансамбль работали над десятками новых песен различных жанров.

### Личная жизнь и смерть
Виталий Крестовский скончался от инфаркта 28 декабря 1992 года, через два дня после презентации своей первой официальной пластинки. Это произошло в год его 50-летия и ровно через 14 лет после записи первого альбома. У Виталия остались две дочери, Вероника и Марианна, проживающие в Санкт-Петербурге.

### Память
15 сентября 2012 года в Великом Новгороде петербургский шансонье Валерий фон Эргардт исполнил песню, посвящённую 20-летию памяти Виталия Крестовского. Автором текста стал Александр Николаев, музыку написал сам Валерий фон Эргардт.